# Bitangentă
În matematică o bitangentă la o curbă C este o dreaptă L care atinge C în două puncte distincte, P și Q, și care are aceeași direcție ca și C în aceste puncte. Adică, L este o dreaptă tangentă la curbă în P și Q.

## Bitangente ale curbelor algebrice
În general, o curbă algebrică⁠(d) va avea infinit de multe secante, dar numai un număr finit de bitangente.
Teorema lui Bézout implică faptul că o curbă plană algebrică cu o bitangentă trebuie să aibă gradul cel puțin 4 (să fie cel puțin o cuartică plană). Cazul celor 28 de bitangente ale unei cuartice a fost în secolul al XIX-lea o problemă celebră de geometrie, fiind arătată o legătură cu cele 27 de drepte de pe o suprafață cubică.

## Bitangente ale poligoanelor
Cele patru bitangente ale două poligoane convexe disjuncte (două bitangente exterioare și două interioare) pot fi găsite eficient printr-un algoritm bazat pe o căutare binară în care se utilizează un pointer de căutare binar în listele laturilor fiecărui poligon și se mută unul dintre pointeri la stânga sau la dreapta în fiecare pas, în funcție de locul în care liniile tangente la laturile indicate de cei doi pointeri se intersectează. Acest calcul al bitangentei este o subrutină cheie în structurile de date pentru menținerea dinamică a înfășurătoarei convexe a unui corp.(Overmars & van Leeuwen 1981) Pocchiola și Vegter descriu un algoritm pentru enumerarea eficientă a tuturor segmentelor de dreaptă bitangente care nu traversează nici una dintre celelalte curbe dintr-un sistem de mai multe curbe convexe disjuncte, folosind o tehnică bazată pe pseudotriangulare⁠(d).
Bitangentele pot fi folosite pentru a accelera abordarea grafului de vizibilitate la rezolvarea problemei cea mai scurtă cale euclidiană: calea cea mai scurtă printr-un set de obstacole poligonale poate atinge sau părăsi frontiera unui obstacol de-a lungul uneia dintre bitangente, deci cea mai scurtă cale poate fi găsită prin aplicarea algoritmului lui Dijkstra la un subgraf al grafului de vizibilitate format din laturile de vizibilitate care se află pe bitangente.(Rohnert 1986).

## Concepte înrudite
O bitangentă diferă de o secantă prin aceea că o secantă poate traversa curba în cele două puncte în care o intersectează. Se pot considera și bitangente care nu sunt drepte; de exemplu, mulțimea simetricelor unei curbe este locul centrelor cercurilor care sunt tangente la curbă în două puncte.
Bitangentele la perechi de cercuri apar figurează marcant în construcția lui Jakob Steiner din 1826 a cercurilor Malfatti⁠(d), în problema curelei⁠(d) de calcul a lungimii unei curele de transmisie, în teorema lui Casey⁠(d) care tratează seturi de patru cercuri tangente la un cerc comun și în teorema lui Monge⁠(d) privind coliniaritatea punctelor de intersecție a anumitor bitangente.